# Trachelas alticolus
Trachelas alticolus är en spindelart som beskrevs av Hu 200. Trachelas alticolus ingår i släktet Trachelas och familjen flinkspindlar. Inga underarter finns listade i Catalogue of Life.